# Компактно-відкрита топологія
Компактно-відкрита топологія — природна топологія на просторі неперервних відображень між топологічними просторами. Компактно відкрита топологія часто використовується у теорії гомотопій і функціональному аналізі.

## Означення
Нехай {\displaystyle C(X,Y)} — простір неперервних відображень між двома топологічними просторами {\displaystyle X\to Y}.  Компактно-відкритою топологією на цьому просторі називається топологія передбазу якої утворюють множини відображень виду
{\displaystyle W_{K,U}=\{f\in C(X,Y)|f(K)\subset U\},}
де {\displaystyle U\subset Y} — відкрита множина, а {\displaystyle K\subset X} — компактний простір.

## Приклади
- Якщо * є одноточковим топологічним простором то C(*, Y) можна ідентифікувати із Y. При цій ідентифікації компактно-відкрита топологія співпадає із топологією простору Y.
- Більш загально, якщо X є дискретним простором, то C(X, Y) можна ідентифікувати із добутком |X| копій простору Y і компактно-відкрита топологія є рівною топології добутку.
- Якщо Y є метричним простором (або, більш загально, рівномірним простором), тоді компактно-відкрита топологія є рівною топології компактної збіжності. Тобто, якщо Y  є метричним простором то послідовність { fn } збігається до  f   у компактно-відкритій топології якщо і тільки якщо для кожної компактної множини K у X, { fn } рівномірно збігається до  f  на K. Якщо X є компактним простором, а Y — рівномірним простором, тоді компактно-відкрита топологія є рівною топології рівномірної збіжності.
- Компактно-відкрита топологія широко використовується для таких важливих просторів:
  - {\displaystyle \Omega (X,x_{0})=\{f:I\to X:f(0)=f(1)=x_{0}\}}, простір петель для {\displaystyle X} у точці {\displaystyle x_{0}}.
  - {\displaystyle E(X,x_{0},x_{1})=\{f:I\to X:f(0)=x_{0},\ f(1)=x_{1}\}}
  - {\displaystyle E(X,x_{0})=\{f:I\to X:f(0)=x_{0}\}}

## Властивості
- Якщо X є гаусдорфовим простором і S є передбазою простору Y, тоді множини {V(K, U) : U ∈ S, K compact} утворюють передбазу компактно-відкритої топології на C(X, Y).
- Якщо Z є підпростором Y (із індукованою топологією), то компактно-відкрита топологія на C(X, Z) є індукованою топологією від компактно-відкритої топології на просторі C(X, Y).
- Якщо простір Y задовольняє аксіоми T0, T1, є гаусдорфовим, регулярним чи цілком регулярним то такі ж властивості має і компактно відкрита топологія на просторі C(X, Y).
- Якщо X, Y, A і B є топологічними просторами, f : A → X і g : Y → B — неперервні відображення, то можна задати відображення  gf : C(X, Y) → C(A, B) як gf (k) = g ∘ k ∘ f. Дане відображення є неперервним, якщо на C(X, Y) і C(A, B) задано компактно-відкриті топології.

Нехай {\displaystyle W_{K,U}} є елементом передбази простору C(A, B), де {\displaystyle U\subset B} — відкрита множина, а {\displaystyle K\subset A} — компактний простір. Тоді 
{\displaystyle \left(g^{f}\right)^{-1}(W_{K,U})=\{k\in C(X,Y)\ |\ g\circ k\circ f(K)\subset U\}=\{k\in C(X,Y)\ |\ k\circ f(K)\subset g^{-1}(U)\}.}  Але f (K) є компактною множиною у X, а g-1 (U)  'відкритою множиною у Y. Тому {\displaystyle \left(g^{f}\right)^{-1}(W_{K,U})=W_{f(K),g^{-1}(U)}.} Тобто прообрази елементів передбази простору C(A, B) є відкритими підмножинами у C(X, Y) і gf є неперервним відображенням.
- У позначеннях попередньої властивості, якщо h : C → A і j : B → D є ще двома неперервними відображеннями, то (jh) ∘ (gf) = (j ∘ g)f ∘ h.
- Якщо f, f'  : A → X є парою гомотопно еквівалентних відображень і  g, g'  : Y → B також є парою гомотопно еквівалентних відображень, тоді gf і g' f'  є гомотопно еквівалентними.
- Якщо X, Y і Z  є топологічними просторами і Y  є локально компактним і гаусдорфовим, то відображення C(Y, Z) × C(X, Y) → C(X, Z), задане як ( f , g) ↦  f  ∘ g, є неперервним (на всіх функційних просторах задана компактно-відкрита топологія, а на C(Y, Z) × C(X, Y) — топологія добутку).
- Як частковий випадок попередньої властивості, якщо Y є локально компактним і гаусдорфовим, тоді відображення обчислення e : C(Y, Z) × Y → Z, задане як e( f , x) =  f (x), є неперервним. Ця властивість зводиться до попередньої, якщо за X взяти одноточковий простір.
- Якщо X, Y і Z  є топологічними просторами і відображення f : X × Y → Z є неперервним, то і відображення F : Y → C(X, Z) задане як (F(y))(x) = f (x, y) є неперервним (для компактно-відкритої топології на C(X, Z)). Якщо додатково простір X є локально компактним і гаусдорфовим, то правильним буде і обернене твердження, тобто із неперервності F випливає неперервність f. У цьому випадку одержується бієкція між C(X × Y, Z) і C(Y, C(X, Z)) яка є гомеоморфізмом відповідних топологічних просторів із компактно-відкритими топологіями.
- Якщо X є компактним простором і Y  — метричним простором і з метрикою d, то компактно-відкрита топологія на C(X, Y) є метризовною із метрикою заданою як e( f , g) = sup{d( f (x), g(x)) : x ∈ X}, для  f , g ∈ C(X, Y).

### Властивості пов'язані із букетом просторів і смеш-добутком
Нижче {\displaystyle \vee } позначає букет просторів, а {\displaystyle \wedge } — смеш-добуток просторів, а всі функціональні простори наділені компактно-відкритою топологією.
- Якщо X, Y і Z  є топологічними просторами і X, Y є гаусдорфовим, то простори {\displaystyle C(X\vee Y,Z)} і {\displaystyle C(X,Z)\times C(Y,Z)} є гомеоморфними.
- Якщо X, Y і Z  є топологічними просторами і X є гаусдорфовим, то простори {\displaystyle C(X,Y\times Z)} і {\displaystyle C(X,Y)\times C(X,Z)} є гомеоморфними.
- Для топологічних просторів X, Y і Z  можна задати відображення:

{\displaystyle \alpha :C(X\wedge Y,Z)\to C(X,C(Y,Z))} як {\displaystyle [\alpha (k)(x)](y):=k(x\wedge y),\ \ x\in X,y\in Y,k\in X\wedge Y\to Z.}
- Для будь-яких просторів це відображення є інєктивним.
- Якщо X є гаусдорфовим простором то воно є неперервним.
- Якщо Y є локально компактним і гаусдорфовим, то відображення є сюрєктивним.
- Якщо X і Y є компактними і гаусдорфовими, то відображення є гомеоморфізмом.